# Lili Gyenes
Lili Gyenes, född 25 maj 1904 i Budapest, död 24 november 1997 i Stockholm, var en ungersk-svensk kapellmästare och musiker (violin). 
Gyenes studerade musik i Budapest. Hon bildade en 18-manna damorkester som turnerade i Europa och gjorde turnéer i Sverige varje sommar. Orkestern upplöstes troligen i slutet av andra världskriget. Hon kom till Sverige 1941.

## Filmografi
- 1948 – Kärlek, solsken och sång